# Мемристор
Мемри́стор (от англ. memory — память, и англ. resistor — электрическое сопротивление) — пассивный электрический элемент, двухполюсник в микроэлектронике, способный изменять своё сопротивление в зависимости от протекшего через него электрического заряда (интеграла тока по времени).
Может быть описан как двухполюсник с нелинейной вольт-амперной характеристикой, обладающей гистерезисом.

## Математическая модель
Теория мемристора была разработана в 1971 году профессором Леоном Чуа (Цай Шаотаном в китайской транскрипции). В ней устанавливаются отношения между интегралами по времени силы тока, протекающего через элемент, и напряжением на нём. Долгое время мемристор считался теоретическим объектом, который нельзя построить.
Однако лабораторный образец запоминающего элемента, демонстрирующего некоторые свойства мемристора, был создан в 2008 году коллективом учёных во главе с Р. С. Уильямсом в исследовательской лаборатории фирмы Hewlett-Packard.
В отличие от теоретической модели, полученное устройство не накапливает заряд, подобно конденсатору, и не сохраняет магнитный поток, как катушка индуктивности. Работа устройства (изменение его сопротивления — резистивное переключение, — и других свойств) обеспечивается за счёт химических превращений в тонкой (5 нм) двухслойной плёнке диоксида титана. Один из слоёв плёнки слегка обеднён кислородом, и кислородные вакансии мигрируют между слоями под действием приложенного к устройству электрического напряжения. Данную реализацию мемристора следует отнести к классу наноионных устройств.
Наблюдающееся в мемристоре явление гистерезиса позволяет использовать его в качестве ячейки памяти (RRAM). Гипотетически мемристоры смогут заменить транзисторы в некоторых частных применениях.
Теоретически мемристорные запоминающие элементы могут быть более компактными и быстрыми, чем современная флеш-память. Также блоки из них могут заменить ОЗУ. Особенность мемристоров «запоминать» заряд может позволить впоследствии отказаться от загрузки системы компьютера: в памяти компьютера, отключённого от питания, будет храниться его последнее состояние. При поддержке со стороны программного обеспечения компьютер можно будет включить и начать работу с того места, на котором она была остановлена при выключении.
По заявлениям Hynix и Hewlett-Packard, технология готова к производству. Изначально сообщалось, что накопители на базе мемристоров выйдут в 2013 году, но затем выпуск был перенесён на 2014 год.
В 2014 году HP опубликовала проект суперкомпьютера The Machine, в котором планируется использовать волоконно-оптические линии связи и память на базе мемристоров. Рабочий прототип устройства продемонстрирован в конце 2016 года, коммерциализация технологии ожидалась к 2018 или 2019 году. До сих пор ведутся работы по этому направлению.

## Перспективы применения в качестве вычислительных устройств
Мемристоры могут быть использованы не только для хранения данных. Так, М. Ди Вентра и Ю. В. Першиным была предложена концепция вычислительных машин, в которых хранение и обработка информации осуществляется одним и тем же физическим устройством, основанным на мемристорах.
Рассматривается возможность применения мемристоров в качестве искусственных синапсов (весовых модулей) нейропроцессоров и искусственных нейросетей. Поведение мемристора напоминает работу биологического синапса — чем интенсивнее входной сигнал, тем выше пропускная способность синапса («вес» сигнала). В частности, нейросети на основе мемристоров могут обучаться по биоподобным локальным правилам, таким как STDP. Это решение позволит сильно упростить конструкцию нейропроцессора и уменьшить его стоимость, так как хорошо приспособлен для производства на уже имеющихся технологических линиях по производству микросхем. Однако, (2021 год) остаётся нерешённой основная проблема мемристорных устройств — их воспроизводимость (как от экземпляра к экземпляру, так и от цикла к циклу переключения состояния).